# Manuel Pinto da Costa
Manuel Pinto da Costa (Água Grande, 5 augustus 1937) is een Santomees politicus die in het totaal 21 jaar president van de republiek Sao Tomé en Principe is geweest. Tussen 1975 en 1991 bekleedde hij deze functie als leider van een autoritair eenpartijregime, tussen 2011 en 2016 als democratisch gekozen president.
Toen in 1975 Sao Tomé en Principe een onafhankelijk land werd, werd Da Costa de eerste president. Hij was toentertijd lid van de socialistische onafhankelijkheidsbeweging Movimento de Libertação de São Tomé e Príncipe.
In 1990 werd een referendum gehouden waarna het land democratiseerde. In 1991 werden de eerste presidentsverkiezingen gehouden waarna Da Costa zijn post verloor aan Miguel Trovoada. Zowel in 1996 als in 2001 probeerde Manuel Pinto da Costa tevergeefs namens de MLSTP-PSD opnieuw president te worden. In 1996 haalde hij in de tweede ronde 47,26% van de stemmen en verloor hij van zittend president Trovoada, in 2001 haalde hij 39,98% van de stemmen en verloor hij van Fradique de Menezes.
In juli 2011 deed Da Costa opnieuw aan de presidentsverkiezingen mee, dit keer als onafhankelijke kandidaat. In de eerste ronde haalde hij geen meerderheid en dientengevolge kwam er in augustus een tweede ronde waarin hij ADI-kandidaat Evaristo Carvalho nipt versloeg. Op 3 september 2011 werd Da Costa geïnaugureerd als de nieuwe president van Sao Tomé en Principe, dit leidde tot zorgen over een mogelijke terugkeer naar een meer autoritarisch bewind. In 2016 verloor hij de verkiezingen van Evaristo Carvalho.
Manuel Pinto da Costa (1975–1991) · Leonel Mário d'Alva (1991) · Miguel Trovoada (1991–1995) · Manuel Quintas de Almeida (1995) · Miguel Trovoada (1995–2001) · Fradique de Menezes (2001–2003) · Fernando Pereira (2003) · Fradique de Menezes (2003–2011) · Manuel Pinto da Costa (2011–2016) · Evaristo Carvalho (2016–2021) · Carlos Vila Nova (2021–heden)